# Julian Phillips
Julian Phillips (Killeen, 5 novembre 2003) è un cestista statunitense, professionista nella NBA con i Chicago Bulls.

## Carriera Giovanile
Phillips è nato a Killeen, in Texas, e si è trasferito a Columbia, South Carolina a causa dell'impegno militare dei suoi genitori a Fort Jackson. Ha studiato presso la Blythewood High School, prima di passare alla Link Prep a Branson, nel Missouri. Durante il suo ultimo anno di scuola, ha partecipato al torneo McDonald's All-American Boys.
Riconosciuto come uno dei migliori talenti del 2022, Phillips aveva originariamente deciso di giocare al college per LSU. Tuttavia, dopo alcuni cambiamenti nel team di LSU, ha ripensato alla sua scelta, decidendo infine di unirsi a Tennessee, dopo aver valutato anche altre proposte, incluso un passaggio alla NBA G League.

## College

### Tennessee (2022 – 2023)
Durante il suo primo anno alla Tennessee, Phillips è stato l'ala piccola titolare dei Volunteers. Dopo aver ottenuto una media di 13.3 punti a partita, è stato incluso nel team del torneo Battle 4 Atlantis 2022. Ha giocato 32 partite, 25 delle quali da titolare, con medie di 8.3 punti e 4.7 rimbalzi per partita. Al termine della stagione, si è reso disponibile per il draft NBA del 2023, mantenendo comunque l'opzione per ritornare al college.Dopo aver partecipato alle selezioni preliminari NBA e ricevuto feedback positivi, ha scelto di rimanere nel draft.

## NBA

### Chicago Bulls (2023 – a oggi)
Phillips è stato scelto come 35ª scelta nel draft NBA del 2023 dai Boston Celtics e successivamente trasferito ai Chicago Bulls attraverso un accordo con i Washington Wizards.

## Statistiche

### College
| Anno      | Squadra          | PG | PT | MP   | TC%  | 3P%  | TL%  | RP  | AP  | PRP | SP  | PP  |
| --------- | ---------------- | -- | -- | ---- | ---- | ---- | ---- | --- | --- | --- | --- | --- |
| 2022-2023 | Tenn. Volunteers | 32 | 25 | 24,1 | 41,1 | 23,9 | 82,2 | 4,7 | 1,4 | 0,6 | 0,5 | 8,3 |
| Carriera  | Carriera         | 32 | 25 | 24,1 | 41,1 | 23,9 | 82,2 | 4,7 | 1,4 | 0,6 | 0,5 | 8,3 |

### NBA

#### Regular Season
| Anno      | Squadra       | PG  | PT | MP   | TC%  | 3P%  | TL%  | RP  | AP  | PRP | SP  | PP  |
| --------- | ------------- | --- | -- | ---- | ---- | ---- | ---- | --- | --- | --- | --- | --- |
| 2023-2024 | Chicago Bulls | 40  | 0  | 8,1  | 41,6 | 31,6 | 68,4 | 0,9 | 0,3 | 0,2 | 0,2 | 2,2 |
| 2024-2025 | Chicago Bulls | 79  | 5  | 14,2 | 44,6 | 32,7 | 78,9 | 2,1 | 0,5 | 0,5 | 0,3 | 4,6 |
| Carriera  | Carriera      | 119 | 5  | 12,2 | 44,0 | 32,5 | 76,8 | 1,7 | 0,4 | 0,4 | 0,2 | 3,8 |

### G League
| Anno      | Squadra          | PG | PT | MP   | TC%  | 3P%  | TL%  | RP   | AP  | PRP | SP  | PP   |
| --------- | ---------------- | -- | -- | ---- | ---- | ---- | ---- | ---- | --- | --- | --- | ---- |
| 2023-2024 | Windy City Bulls | 9  | 9  | 31,1 | 45,7 | 47,5 | 74,2 | 6,7  | 1,4 | 1,0 | 0,9 | 16,9 |
| 2024-2025 | Windy City Bulls | 1  | 1  | 30,3 | 33,3 | 20,0 | 100  | 12,0 | 0,0 | 0,0 | 0,0 | 18,0 |
| Carriera  | Carriera         | 10 | 10 | 31,0 | 43,9 | 44,4 | 76,5 | 7,2  | 1,3 | 0,9 | 0,8 | 17,0 |